# 히로세촌 (야마가타현)
히로세촌(広瀬村)은 야마가타현 히가시타가와군에 설치되었던 촌이다.